# Eleccions al Consell General d'Andorra de 1993
Les eleccions al Consell General d'Andorra de 1993 es van celebrar el 12 de desembre de 1993. Van ser les primeres eleccions després de l'aprovació de la Constitució andorrana de 1993, que legalitzava els partits polítics i canviava el sistema electoral majoritari per un de paral·lel que combina representació proporcional amb escrutini majoritari.

## Sistema electoral
Les eleccions al Consell General es regeixen per un principi de vot paral·lel. Cada elector ha d'emetre dos vots en dues urnes diferenciades: Un vot és per a una llista tancada d'àmbit nacional amb catorze candidats, i es diposita en una urna blava. L'altre vot és a una llista tancada d'àmbit local (la seva parròquia) amb dos candidats, i es diposita en una urna blanca. Una mateixa persona no pot aparèixer com a candidata a una llista nacional i una de parroquial, ni tampoc en dues parròquies diferents.
S'elegeixen vint-i-vuit consellers generals amb el sistema següent:
- Catorze consellers representen les set parròquies d'Andorra. A cadascuna d'aquestes, els dos candidats de la llista local més votada són els elegits, seguint el sistema de representació majoritària.[3]
- Catorze consellers es reparteixen de forma proporcional a partir dels vots que reben les llistes nacionals. Les llistes que superen la barrera electoral de la catorzena part dels vots vàlids (un 7,14%) reben un nombre d'escons assignat segons la regla del major residu.[4]

Un cop s'ha escollit la composició del parlament andorrà, el Consell General ha de triar el cap de Govern amb majoria. El cap de Govern ha de ser l'un dels caps de llista de cadascun dels partits polítics que s'han presentat en la circumscripció nacional. En aquest sentit, el parlament vota lliurement.

## Resultats

Guanyador per circumscripció parroquial:
AND
UL
ND
CNA
Independents

La participació fou del 81,0%. Després de les eleccions, Òscar Ribas Reig, líder de l'Agrupament Nacional Democràtic, va ser reelegit Cap de Govern.
|                                            |                                 |                  |                  |                  |                |                |                |               |
| Partit                                     | Partit                          | Circ. parroquial | Circ. parroquial | Circ. parroquial | Circ. nacional | Circ. nacional | Circ. nacional | Escons totals |
| Partit                                     | Partit                          | Vots             | %                | Escons           | Vots           | %              | Escons         | Escons totals |
|                                            | Agrupament Nacional Democràtic  | 1.254            | 27,4             | 4                | 1.906          | 26,4           | 4              | 8             |
|                                            | Unió Liberal                    | 1.103            | 24,1             | 2                | 1.591          | 22,0           | 3              | 5             |
|                                            | Nova Democràcia                 | 406              | 8,9              | 2                | 1.383          | 19,1           | 3              | 5             |
|                                            | Coalició Nacional Andorrana     | 1.280            | 27,9             | 2                | 1.241          | 17,2           | 2              | 4             |
|                                            | Iniciativa Democràtica Nacional | –                | –                | 0                | 1.109          | 15,3           | 2              | 2             |
|                                            | Independents                    | 538              | 11,7             | 4                | –              | –              | 0              | 4             |
| Vots en blanc/nuls                         | Vots en blanc/nuls              |                  | –                | –                |                | –              | –              | –             |
| Total                                      | Total                           |                  | 100              | 14               |                | 100            | 14             | 28            |
| Font: Nohlen & Stöver, La Vanguardia, Avui |                                 |                  |                  |                  |                |                |                |               |

### Consellers elegits
| AND | UL | ND | CNA | IDN                                                   | UiR                                                     | GOL                                                       |
| Nacional 1. Miquel Aleix Areny 2. Josep Dallerès Codina 3. Joan Travesset Grau 4. Josep Anton Ribes Roca Encamp 1. Jordi Mas Torres 2. Jordi Torres Alís Sant Julià de Lòria 1. Òscar Ribas Reig 2. Ladislau Baró Solà | Nacional 1. Francesc Cerqueda Pascuet 2. Pere Moles Aristot 3. Marc Forné Molné Escaldes-Engordany 1. Estanislau Sangrà Cardona 2. Antoni Martí Petit | Nacional 1. Jaume Bartumeu Cassany 2. Jaume Riba Sabaté 3. Maria Rosa Ferrer Obiols Andorra la Vella 1. Jordi Cinca Mateos 2. Francesc Xavier Mora Baron | Nacional 1. Antoni Cerqueda Gispert 2. Manuel Mas Ribó Ordino 1. Simó Duró Coma 2. Josep Àngel Mortés Pons | Nacional 1. Vicenç Mateu Zamora 2. Vicenç Alay Ferrer | Canillo 1. Josep Areny Fité 2. Enric Casadevall Medrano | La Massana 1. Modest Baró Moles 2. Josep Garrallà Rossell |
| Font: Consell General d'Andorra | | | |                                                       |                                                         |                                                           |